# Justin Kirk
Pour les articles homonymes, voir Kirk.
Justin Kirk né le 28 mai 1969 à Salem, Oregon est un acteur américain.

## Biographie
Né dans l'Oregon, Justin grandit dans la ville de Union, dans l'État de Washington, en allant à l'école dans une réserve indienne. Il déménage à Minneapolis à l'âge de 12 ans, avant d'aller à New York après avoir reçu son diplôme d’études secondaires.
Il y suit un programme conservatoire d'art dramatique de deux ans à Circle in the Square. Son premier rôle à Broadway était dans une pièce appelée Any Given Day au théâtre Longacre.
Justin Kirk est plus connu pour son interprétation du rôle de Prior Walter dans la télésuite de la pièce de Tony Kushner, Angels in America, réalisée par Mike Nichols, et pour laquelle Kirk est nommé pour l'Emmy Award du meilleur acteur de soutien dans une mini-série. Il apparaît aussi dans la pièce et le film Love! Valour! Compassion!, et reçoit un Obie Award collectif pour la prestation d'ensemble du casting.
Justin Kirk joue aussi dans Chapter Zero, The Eden Myth et Call o' the Glen, et il fait ses débuts dans la série télévisée Jack and Jill.
Il est, de 2005 à 2012, l'un des personnages principaux de la série télévisée Weeds, avec notamment Mary-Louise Parker et Elizabeth Perkins.
Il partage sa vie entre New York et Los Angeles.

## Filmographie

### Au cinéma
- 1997 : Love! Valour! Compassion! de Joe Mantello : Bobby Brahms
- 1998 : 99 Threadwaxing (court-métrage) : le demi-frère
- 1999 : The Eden Myth : Aldo Speck
- 1999 : Chapter Zero : Lonnie
- 2002 : Teddy Bears' Picnic : Damien Pritzker
- 2002 : Outpatient : Morris Monk
- 2006 : Flannel Pajamas : Stuart Sawyer
- 2006 : Demande à la poussière : Sammy
- 2006 : Hollywood Dreams : Robin Mack
- 2006 : Puccini et moi : Philip
- 2009 : Against the Current : Jeff Kane
- 2009 : Four Boxes : Trevor Grainger
- 2010 : Elektra Luxx : Benjamin
- 2010 : See You in September : A.J.
- 2010 : The Presence : L'Homme
- 2010 : The Legend of Hallowdega (court-métrage) : L'Hôte
- 2011 : Trois colocs et un bébé (L!fe Happens) : Henri
- 2012 : Goats : Bennet
- 2012 : 30 Beats : Adam
- 2012 : Vamps : Vadim
- 2013 : Mr. Morgan's Last Love de Sandra Nettelbeck : Miles Morgan
- 2013 : Chronicles Simpkins Will Cut Your Ass (court-métrage) : M. Finkle
- 2014 : Sexual Secrets
- 2014 : Walter d'Anna Mastro : Greg
- 2018 : Vice d'Adam McKay : Lewis Libby

### À la télévision
- 1995 : New York News (en) (saison 1, épisode 8)
- 1998 : Le Caméléon : Horace Strickland (saison 2, épisode 8)
- 1999-2001 : Jack and Jill : Batholomew Zane (32 épisodes)
- 2001 : New York, unité spéciale : Eric Plummer (saison 3, épisode 2)
- 2003 : Angels in America (mini-série) : Prior Walter
- 2005 : Les Experts : Patrick Bromley (saison 5, épisode 18)
- 2005 : Jack et Bobby : John McCallister (saison 1, épisode 20)
- 2005 : FBI : Portés disparus : Thomas Beale (saison 4, épisode 4)
- 2005-2012 : Weeds : Andy Botwin (99 épisodes)
- 2006 : Everwood : James Carmody (saison 4, épisode 18)
- 2009 : Glenn Martin, DDS : Rick (saison 1, épisode 10)
- 2010 : The Subpranos : Slash MacKenzie (saison 1, épisode 10)
- 2010-2015 : Modern Family : Charlie Bingham (5 épisodes)
- 2012-2013 : Animal Practice : George Coleman (9 épisodes)
- 2013 : Childrens Hospital : Michael (saison 5, épisode 4)
- 2013 : Blacklist : Nathaniel Wolfe (saison 1, épisode 8)
- 2014 : Tyrant : John Tucker (10 épisodes)
- 2015 : Manhattan : Joseph Bucher (saison 2, épisodes 2 et 9)
- 2015 : You're the Worst : Rob (saison 2, épisode 9)
- 2017 : APB : Alerte d'urgence : Gideon Reeves (12 épisodes)
- 2018 : Kidding : Peter (18 épisodes)
- 2020 : Zoey et son incroyable playlist : Charlie (saison 1, épisode 3)
- 2020 : Perry Mason : Hamilton Burger (3 épisodes)
- 2019-2020 : Succession : Jared Mencken (saison 3)